# Hilkka Norkamo
Hilkka Mari Norkamo, z d. Forstén (ur. 18 listopada 1910 w Sippoli, zm. 24 marca 2004 w Kouvoli) – fińska dyrygent, poetka i tłumaczka.
Jej babcia także była dyrygentem. W młodości uczyła się grać na pianinie, a także śpiewała w chórze.
Karierę dyrygencką rozpoczęła w 1948. W 1951 prowadzony przez nią chór wygrał festiwal muzyczny w Lahti, a w 1954 zwyciężył festiwal w Jyväskyli. W latach 1957–1975 dyrygowała chórem mieszanym Kaiku. W 1964 i 1972 Kaiku pod wodzą Norkamo wygrał krajowy konkurs chóralny. Odnosił również sukcesy w konkursach międzynarodowych i wielokrotnie koncertował za granicą. W 1973 nagrodzona medalem Kuusankoski.
Jest autorką tłumaczenia na język fiński polskiego hymnu.
W 1935 poślubiła Leo, z którym miała cztery córki: Leenę, Marję (obie ur. 1936), Päivi (ur. 1941) i Kirsti (ur. 1944).